# Eutrichodesmus cambodiensis
Eutrichodesmus cambodiensis — вид двопарноногих багатоніжок родини Haplodesmidae. Описаний у 2020 році.

## Поширення
Ендемік Камбоджі. Поширений у лісвому карстовому регіоні в провінції Кампот на півдні країни.

## Опис
Тіло сірувато-буре; лімб округло-лопастний; соленомер частково відокремлений від акроподіта пальцеподібною часткою, але без волосяної подушечки.